# Río Cabrera
 (octobre 2013).
Le río Cabrera est une rivière de Colombie et un affluent du Río Magdalena.

## Géographie
Le río Cabrera prend sa source sur le versant ouest de la cordillère Orientale, dans le nord-est du département de Huila. Il coule ensuite vers le sud-ouest puis le nord-ouest avant de rejoindre le río Magdalena.
Sur la majeure partie de son cours, le río Cabrera sert de frontière entre le département de Tolima au nord et celui de Huila au sud.